# William Aucamp
William Andrew John Aucamp (Johannesburg, 16 febbraio 1932 – Johannesburg, 22 marzo 1992) è stato un pallanuotista sudafricano.
Ha fatto parte del Sudafrica che ha disputato il torneo di pallanuoto ai Giochi di Helsinki 1952 e di Roma 1960.